# ۳۲۲ (پیش از میلاد)
۳۲۲ (پیش از میلاد) ۳۲۲مین سال قبل از تقویم میلادی است.